# Maartje Goderie
Maartje Goderie (Den Bosch, 5 aprile 1984) è una hockeista su prato olandese, vincitrice dell'oro olimpico a Pechino 2008 e Londra 2012 e del campionato mondiale di Madrid 2006.

## Palmarès
- Giochi olimpici

Pechino 2008: oro.
Londra 2012: oro.
- Campionato mondiale

Madrid 2006: oro.
Rosario 2010: argento.
- Hockey Champions Trophy

Dublino 2005: oro.
Amstelveen 2011: oro.
- Campionato europeo

Rosario 2004: oro.
Canberra 2005: oro.
Quilmes 2007: oro.
Rosario 2012: bronzo.